# Dolichopeza (Nesopeza) basistylata
Dolichopeza (Nesopeza) basistylata is een tweevleugelige uit de familie langpootmuggen (Tipulidae). De soort komt voor in het Oriëntaals gebied.